# 魯氏隆頭麗魚
魯氏隆頭麗魚，為輻鰭魚綱鱸形目隆頭魚亞目慈鯛科的其中一種，分布於非洲Lulua河流域， 體長可達6公分，棲息在溪流底部，生活習性不明。

## 擴展閱讀
維基物種上的相關：魯氏隆頭麗魚